# Tipula tucumanensis
Tipula tucumanensis är en tvåvingeart som beskrevs av Alexander 1945. Tipula tucumanensis ingår i släktet Tipula och familjen storharkrankar. Inga underarter finns listade i Catalogue of Life.